# Henry Somer Gullett

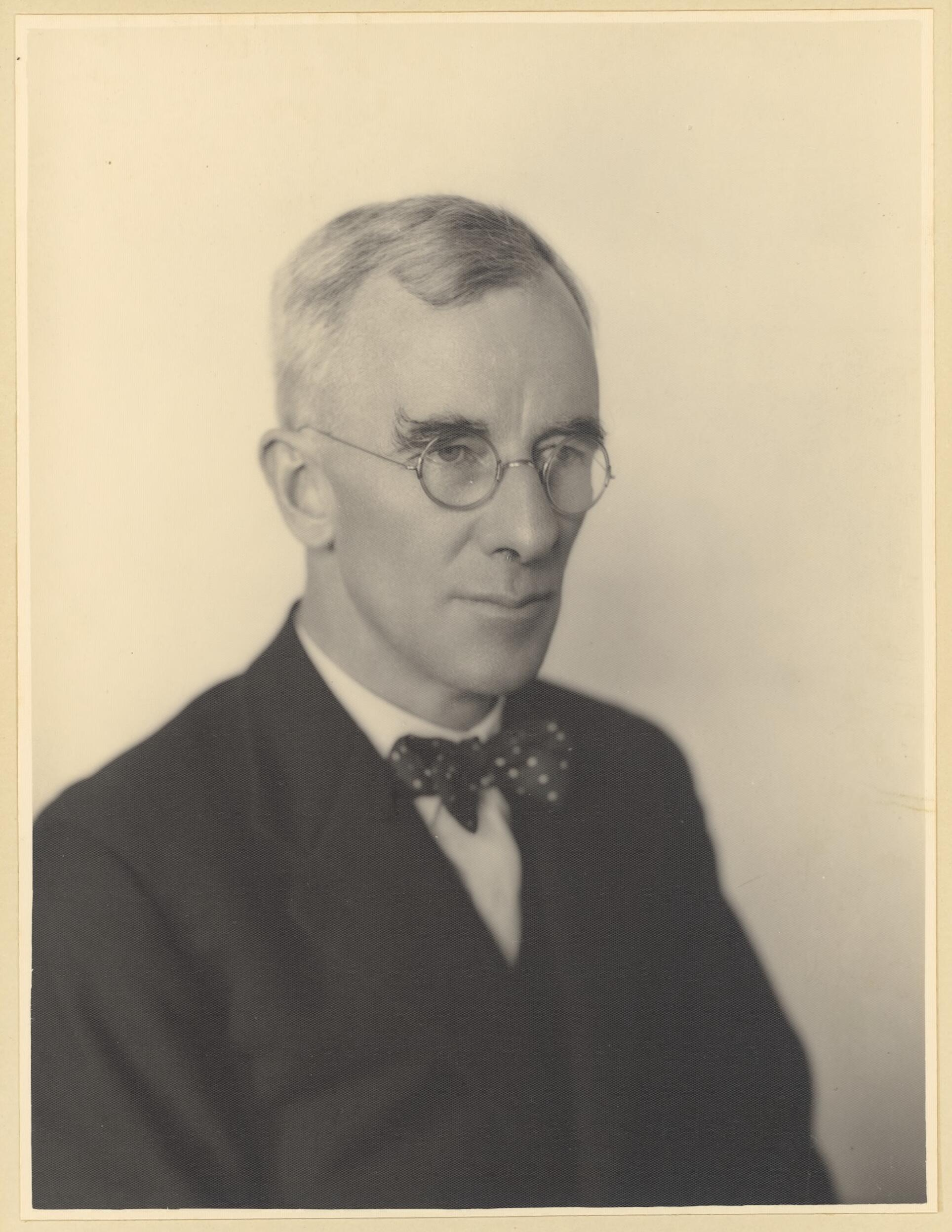
Sir Henry Somer Gullett

Sir Henry Somer Gullett  KCMG (* 26. März 1878 in Toolamba West, Victoria; † 13. August 1940 in Canberra) war ein australischer Politiker und unter anderem Außenminister des Landes.

## Frühes Leben
Gullett wurde in Toolamba, Victoria, geboren. Er besuchte bis zum Tode seines Vaters staatliche Schulen, verließ diese jedoch schon im Alter von zwölf Jahren. Anschließend schrieb er für Zeitungen. Als Journalist reiste er 1908 nach London und veröffentlichte 1914 ein Handbuch über das Landleben in Australien, The Opportunity in Australia, um Immigranten für das Land anzuwerben. Im Jahr 1912 heiratete er Elizabeth Penelope Frater, mit der er einen Sohn und eine Tochter hatte.
Im Jahr 1915 wurde Gullett offizieller Korrespondent für Australien an der Westfront. Im Juli 1916 trat er selbst in die Armee ein und wurde Kanonier bei der First Australian Imperial Force (AIF). Mit Charles Bean hielt er seine Kriegserlebnisse fest und war später Kriegsberichterstatter in Palästina. Für kurze Zeit war er 1919 Direktor des Australian War Memorial. Billy Hughes ernannte ihn 1922 zum Chef des Australischen Einwanderungsbüros, aber schon im Februar des Jahres widmete er sich wieder dem Journalismus, da er mit der Einwanderungspolitik des Landes unzufrieden war.

## Politische Karriere
Bei den Bundeswahlen 1922 konnte Gullett keinen Sitz gewinnen, doch 1925 war es so weit und er gewann einen Sitz für den Wahlbezirk Henty für die Nationalist Party of Australia, den er für den Rest seines Lebens innehatte. Von November 1928 bis Oktober 1929 war er Handels- und Verbraucherminister in der dritten Amtszeit von Premierminister Stanley Bruce. Nach den Bundeswahlen 1931 wurde er erneut Handels- und Verbraucherminister, dieses Mal für die Nachfolgepartei der Nationalisten, der United Australia Party.
Als Handelsminister nahm er an der British Empire Economic Conference in Ottawa (Kanada) teil, welche den Handel in den ehemaligen britischen Kolonien erleichtern sollte. Als Folge daraus wurde er zum Knight Commander des Order of St. Michael and St. George erhoben. Dies geschah im Januar 1933, doch noch im selben Monat musste er aus Gesundheitsgründen von seinem Amt zurücktreten. In der zweiten Amtszeit von Joseph Lyons wurde er im Oktober 1934 wieder Minister und war für Handelsfragen verantwortlich. In dieser Position verhandelte er einige Handelsabkommen. Im März 1937 trat er zurück aus Unmut über die Handelspolitik des Kabinetts.
Im April 1939 wurde er unter Robert Menzies’ erster Regierung Außenminister und ab September 1939 Minister für Information. Auch in Menzies' zweiter Amtszeit hatte er einen Ministerposten. Er starb beim Flugzeugunglück von Canberra im August 1940.
Er war der Vater von Jo Gullett, Parlamentsmitglied von 1946 bis 1955.